# Ватиканский кодекс 1209
Ватика́нский ко́декс 1209, часто называемый просто Ватика́нский ко́декс (лат. Codex Vaticanus) — одна из самых ценных ныне сохранившихся рукописей греческой Библии, с неполным текстом Ветхого и Нового Заветов, датированная серединой IV века. В научной литературе Ватиканский кодекс обозначается литерой B или номером 03 (Gregory-Aland). Как свидетельствует название, рукопись хранится в Ватиканской библиотеке.
Наряду с древнейшими папирусами, а также Синайским, Александрийским и некоторыми другими древними кодексами, является одним из наиболее ценных источников для конструктивной или сводной критики в целях восстановления первоначального текста новозаветных книг. Это одна из наиболее издаваемых рукописей.

## Особенности рукописи
Рукопись написана мелким и изящным унциалом. Красота оригинального письма несколько испорчена позднейшим корректором, который заново обводил каждую букву, не трогая лишь те слова и буквы, которые он считал неправильными. Рукопись содержит 759 пергаментных листа (617 — Ветхий Завет и 142 — Новый Завет) форматом 27 × 27 см. Текст на листах расположен в 3 колонки, по 42 строки в каждой.
Текст Ватиканского кодекса делится на главы, как и в других новозаветных рукописях. Однако система деления является более древней, чем та, которая широко представлена в остальных пергаменных списках Нового Завета. Например, в Евангелиях нет разбиения Аммония и канонов Евсевия, но присутствует древняя система (Матфей имеет 170 глав, Марк 61, Лука 152 и Иоанн 80). В Деяниях кодекс использует две системы деления (36 и 69 глав). Первую систему используют Синайский, Амиатинский, Фульдский кодексы, и она является древней. В Посланиях никак не выделяется Второе послание Петра. Следовательно, система деления появилась раньше того времени, когда Второе послание Петра стало считаться каноническим. Кроме этого, в Посланиях Павла нумерация глав не начинается заново в каждом Послании, но продолжается непрерывно от Послания к Римлянам и далее.
Порядок нумерации показывает, что в рукописи, с которой переписывался кодекс, Послание к Евреям находилось сразу после Послания к Галатам (в Ватиканском кодексе Послание к Евреям следует за Посланиями к Фессалоникийцам). Послание к Галатам заканчивается 58 главой, следующее Послание к Ефесянам начинается с 70 главы, дальше следуют Филиппийцам, Колоссянам, 1 и 2 Фессалоникийцам заканчивается 93 главой, за 2 Фес следует Послание к Евреям, которое начинается с 59 главы. Вероятно в рукописи, с которой переписывался Ватиканский кодекс, Послание к Евреям следовало за Посланием к Галатам (в таком порядке расположены послания в {\displaystyle {\mathfrak {P}}}46), и писец механически воспроизвел нумерацию.
Текст кодекса считается блестящим образцом александрийского типа текста Нового Завета,
но в Посланиях Павла содержит элемент западного текста. Рукопись отнесена к I категории Аланда. Ватиканский кодекс, наряду с древнейшими папирусами, а также Александрийским, Синайским и некоторыми другими древними кодексами, является одним из наиболее ценных источников, позволяющих текстологам воссоздавать оригинальный текст новозаветных книг. Текстологически очень близок к Синайскому кодексу, но Госкер перечислил 3036 различий только в тексте четырёх Евангелий: Матфей — 656, Марк — 567, Лука — 791, Иоанн — 1022.
Подготовленное Весткотом и Хортом критическое издание греческого Нового Завета («The New Testament in the Original Greek») выпущено в 1881 году, в тексте Евангелия было основано на Ватиканском кодексе.

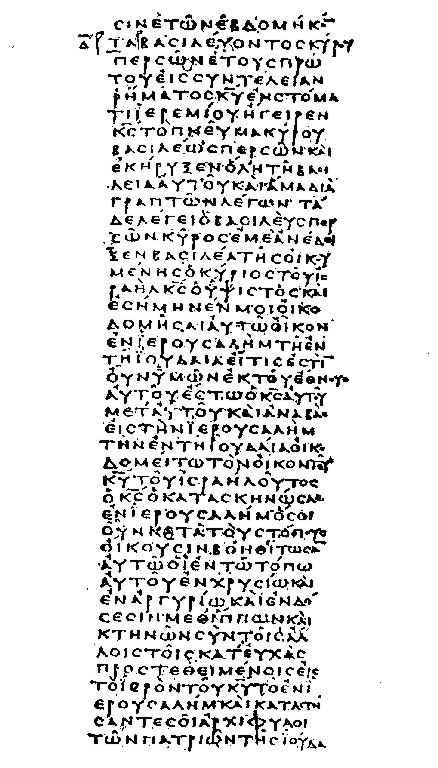
Одна из колонок Ватиканского кодекса; составляет

## Состав
- Ватиканский кодекс Мк. 15:34 (др.-греч. ΕΛωΙ ΕΛωΙ ΛΑΜΑ ΖΑΒΑΦθΑΝΕΙ[12] элёи элёи лама забафтанеи[13][14][15] — «Боже Мой, Боже Мой! для чего Ты меня оставил?»)

Старый сирийский текст Мк. 15:34 (сир. ܐܠܗܝ ܐܠܗܝ ܠܡܢܐ ܫܒܩܬܢܝ алёи алёи льмоно шбактони)
Еврейский текст Пс. 21:2 (ивр. אלי אלי למה עזבתני‎ эли́ эли́ лама́ азавта́ни)
- Ватиканский кодекс Мф. 27:46 (др.-греч. ΕΛωΕΙ ΕΛωΕΙ ΛΕΜΑ СΑΒΑΚΤΑΝΕΙ[17][12] элёэи элёэи лема сабактанеи[18])

Старый сирийский текст Мф. 27:46 (сир. ܐܠܝ ܐܠܝ ܠܡܢܐ ܫܒܩܬܢܝ эли эли льмоно шбактони)
Еврейский текст Пс. 21:2 (ивр. אלי אלי למה עזבתני‎ эли́ эли́ лама́ азавта́ни)

### Лакуны
Рукопись содержит книги Нового и Ветхого Заветов, а также некоторые апокрифы. В кодексе на сегодняшний день имеются 3 лакуны:
- в начале отсутствуют почти 46 глав Книги Бытия (1:1—46:28) — 31 лист;
- утрачена третья часть Псалтири (105:27—137:6) — 20 листов;
- нет 1—4 Маккавейских книг[20];
- заключительные страницы потеряны (Евреям 9:14 и далее, включая 1-е к Тимофею и 2-е к Тимофею, Титу, Филимону и Книгу Откровения)[5].

Возможно, утраченные последние листы рукописи содержали те или иные апокрифы Нового Завета.

### Пропущены
Пропущены стихи:
- Матфей 12:47; 16:2b—3; 17:21; 18:11; 23:14[22];
- Марк 7:16; 9:44,46; 11:26; 15:28; 16:9—20[23];
- Лука 17:36; 22:43—44[24];
- Иоанн 5:4; 7:53—8:11[25];
- Деяния 8:37; 15:34; 24:7; 28:29[26];
- Римлянам 16:24[27][28].
- 1 Петра 5:3[29][30].

Пропущены слова:
- Матфей 5:44 — εὐλογεῖτε τοὺς καταρωμένους ὑμᾶς, καλῶς ποιεῖτε τοῖς μισοῦσιν ὑμᾶς (благотворите ненавидящим вас и молитесь за обижающих вас и гонящих вас)[31];
- Матфей 10:37b — καὶ ὁ φιλῶν υἱὸν ἢ θυγατέρα ὑπὲρ ἐμὲ οὐκ ἔστιν μου ἄξιος (и кто любит сына или дочь более, нежели Меня, не достоин Меня)[32];
- Матфей 15:6 — ἢ τὴν μητέρα (αὐτοῦ) (или мать (свою))[33];
- Матфей 20:23 — καὶ τὸ βάπτισμα ὂ ἐγὼ βαπτίζομαι βαπτισθήσεσθε (и крещением, которым Я крещусь, будете креститься)[34];
- Марк 10:7 — καὶ προσκολληθήσεται πρὸς τὴν γυναῖκα αὐτοῦ (и прилепится к жене своей), содержится в рукописях: Синайский кодекс, кодекс Великой Лавры, 892, ℓ 48, (syrs), Серебряный кодекс[35].

Отсутствие этих текстов — характерная черта александрийского типа текста Нового Завета.

### Некоторые добавления
Матфей 27:49
ἄλλος δὲ λαβὼν λόγχην ἒνυξεν αὐτοῦ τὴν πλευράν, καὶ ἐξῆλθεν ὖδορ καὶ αἳμα (но один взял копье и пронзил Ему ребра, и тотчас истекла вода и кровь). Добавление взято из Иоан. 19:34 и является характерной чертой рукописей александрийской традиции.

### Некоторые изменения
В Книге Судей 18:30 имеет вариант υἱὸς Μανασση (сын Манассии), Александрийский кодекс имеет υἱοῦ Μωυσῆ (сына Моисея);
Ездра 10:22 (9:22 LXX) имеет вариант Ωκαιληδος (Александрийский кодекс — Ωκειδηλος) для Иозавад;
Матфей 5:22 — рукопись не содержит слова εἰκῇ (без причины) — вместе с Синайским кодексом, p67 и 2174;
Матфей 17:23 — τη τριήμερα (в третий день), остальные рукописи имеют τή τρίτη ήμερα (в третий день);
Матфей 21:31 — ὁ ὕστερος (последний), другие рукописи имеют: ὁ πρῶτος (первый), ὁ ἔσχατος (последний), ὁ δεύτερος (вторий);
Лука 6:2 — οὐκ ἔξεστιν (не должно) вместе с {\displaystyle {\mathfrak {P}}}4, (Кодекс Безы), Нитрийский кодекс, 700, lat, copsa, copbo, arm, geo; другие рукописи имеют: οὐκ ἔξεστιν ποιεῖν (не должно делать);
Иоанн 16:27 — имеет вариант πατρος (Отца), остальные рукописи имеют θεου (Бога);
Деяния 27:16 — καυδα (остров Гавдос), этот текстовой вариант поддерживают только два греческие рукописи {\displaystyle {\mathfrak {P}}}74 и Минускул 1175, кроме того, старо-латинский перевод, Вульгата и Пешитта.

### Порядок книг
Порядок Ветхозаветных книг с Книги Бытия по 2-ю Паралипоменон является обыкновенным, но после Паралипоменон следует таким образом: 1-я Ездры, 2-я Ездры, Псалтирь, Притчи, Книга Екклесиаста, Песнь песней Соломона, Книга Иова, Премудрости Соломона, Книга Сирахова, Есфирь, Юдифь, Товит, 12 малых пророков с Осии до Малахии, Исаии, Иеремии, Варуха, Плач Иеремии, Послание Иеремии, Иезекииля и Даниила.
Порядок Новозаветных книг: Евангелия, Деяния, Соборные послания и Послания Павла. В этой рукописи Послание к Евреям следует за Посланиями к Фессалоникийцам; несмотря на это, порядок нумерации глав показывает, что в рукописи, с которой переписывался кодекс, Послание к Евреям находилось сразу после Послания к Галатам. Не исключается и возможность того, что порядок книг был изменён переписчиками в IX—X веках.

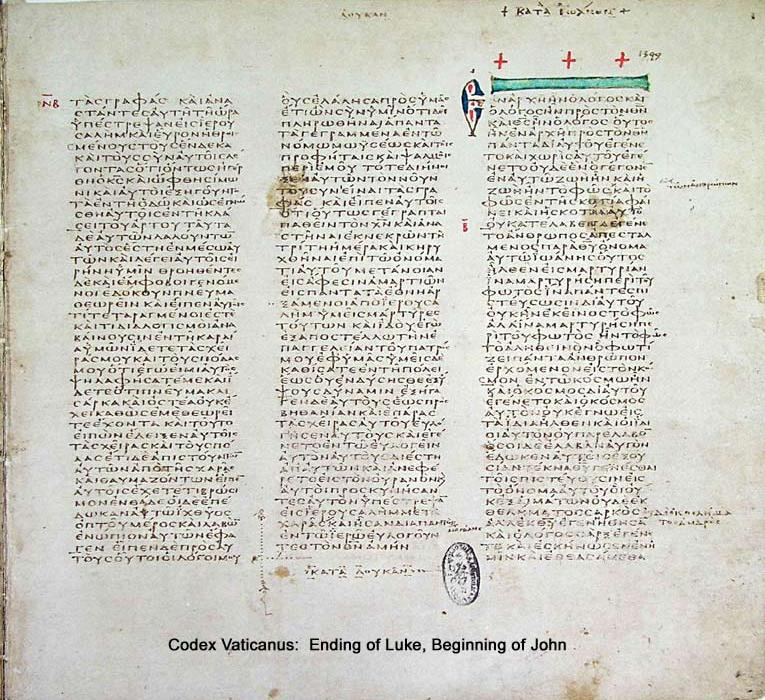
Ватиканский кодекс, конец Луки и начало Иоанна

## История

### Ранняя история рукописи

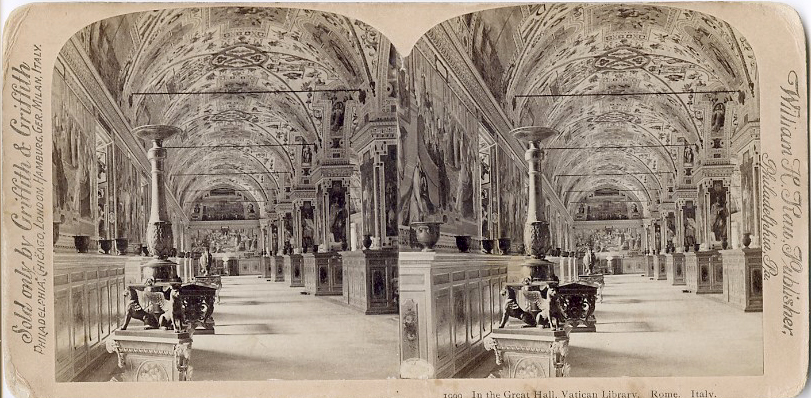
Ватиканская апостольская библиотека

Палеографически кодекс, по единодушному мнению исследователей, датируется серединой IV века.
В Ватиканском кодексе нет разбиения Аммония и канонов Евсевия. Это, а также полное отсутствие украшений, часто приводится как доказательство того, что он несколько старше Синайского кодекса. С другой стороны порядок книг Нового Завета в кодексе совпадает с порядком, указанным в Пасхальном Послании Афанасия Александрийского (367 год), и по этой причине некоторые исследователи датировали рукопись временем после 367 года.
Некоторые исследователи считают, что Ватиканский и Синайский кодексы были в числе 50 списков, которые император Константин поручил изготовить Евсевию Кесарийскому. В свою очередь, Теодор Скейт, сотрудник Британского музея, выдвинул предположение, что Ватиканский кодекс был «браком» среди 50 списков, из-за отсутствия таблиц Евсевия и большого количества исправлений, внесённых различными писцами, и в нём нет Маккавейских книг, возможно пропущенных невнимательным переписчиком. Некоторые исследователи полагают, что рукопись была написана в Александрии. Текст кодекса, по-видимому, очень схож с текстом, легшим в основу древнего коптского перевода Библии.
Пометки на полях позволяют провести частичную реконструкцию истории кодекса. Некоторое время кодекс находился в библиотеке в Кесарии Палестинской, а после был передан в Константинополь.
Исследователи полагают, что в VI—X веках над кодексом работало несколько переписчиков (возможно двое, называемые A и B) и корректоров (B² и B³). Писец A написал:
Бытие — 3 Царств (сс. 41—334)
Псалтирь — Товит (сс. 625—944)
Писец B написал:
3 Царств — 2 Ездры (сс. 335—624)
Осии — Даниила (сс. 945—1234)
Новый Завет.
Позднее (возможно, в X или XI в.) группа корректоров (B² и B³) внесла в текст рукописи большое количество исправлений.

### Дальнейшая история рукописи
В XV веке на Базельском соборе кодекс был подарен римскому папе. В 1475 году рукопись была упомянута в первом каталоге Ватиканской библиотеки.
В 1580 году Сикст V использовал ветхозаветный текст рукописи в издании Септуагинты. В 1669 году Бартолоцци произвёл первую частичную коллацию текстовых вариантов кодекса, но с различными ошибками. Другая, также неполная коллация рукописи, была составлена Рулеттом по просьбе компании Р. Бентлея около 1720.

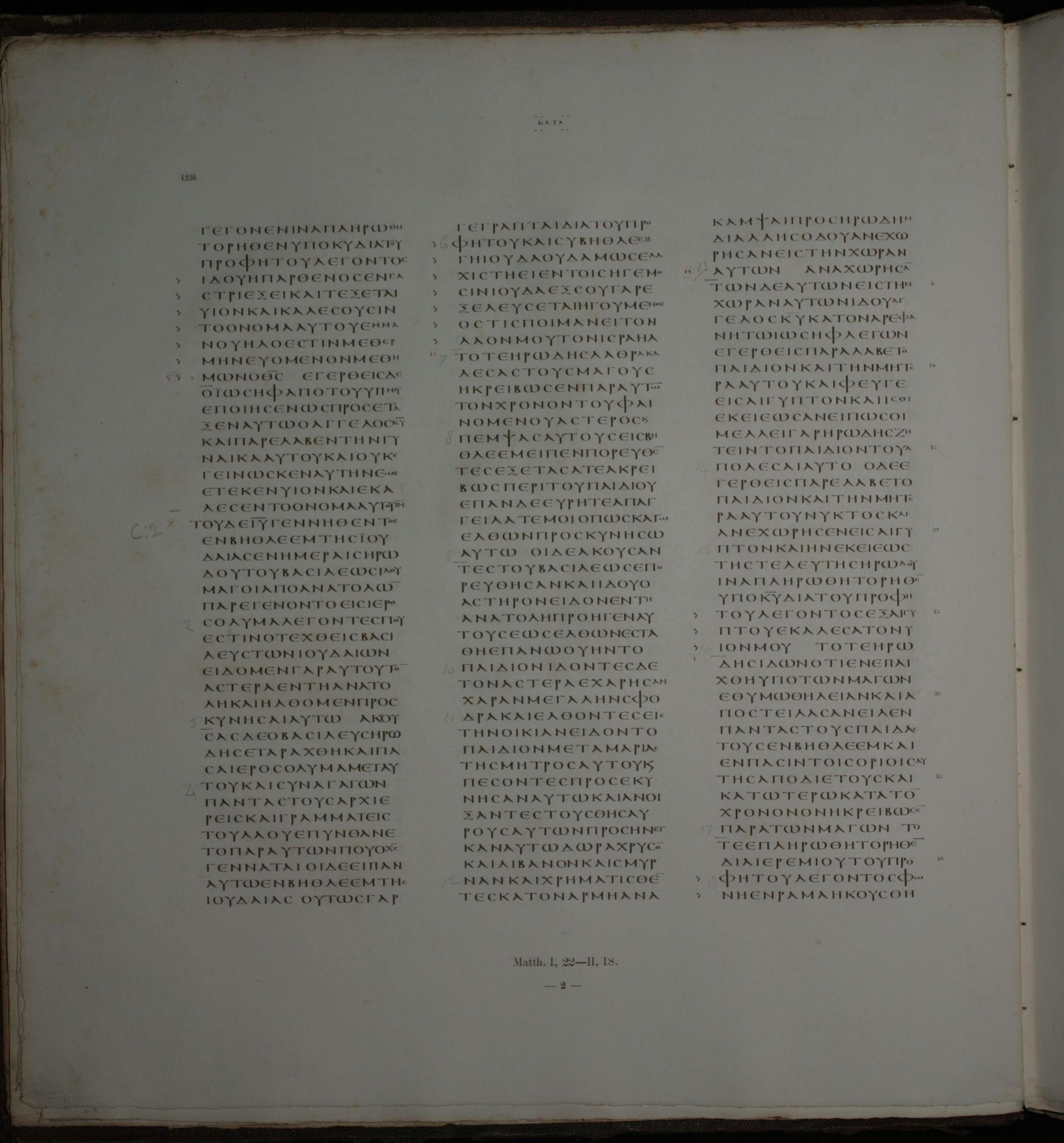
Факсимильное издание кодекса (1857),

В 1809 году кодекс был перевезен Наполеоном в Париж, где пребывал до 1815 года. В это время кодекс был исследован немецким теологом Иоганном Леонардом Гугом (1765—1846), показавшим, что действительная ценность кодекса выше, чем считали предыдущие исследователи. В 1843 году на 6 часов к кодексу допущен был Тишендорф, в 1844 — Эдуард Муральт на 9 часов, а в 1845 — Трегеллес на 3 месяца.
В различных факсимильных изданиях кодекса встречаются различные ошибки, особенно в издании Анджело Мая, публиковавшемся с 1828—1838 годов. Все лакуны в тексте были дополнены текстом других рукописей, хранящихся в Ватиканской библиотеке (046, Минускул 151 и 625), или текстом из популярных изданий греческого текста Нового Завета. В 1861 году Генри Алфорд сопоставил те стихи кодекса, в которых факсимильные издания содержали ошибки. Тишендорф в 1866 году вновь получил право на исследование кодекса, а в 1867 он опубликовал текст Нового Завета рукописи на основе выпуска Мая.
По разным причинам, в течение почти всего XIX века по распоряжению руководства библиотеки ученым, желающим изучить рукопись, доступ к ней был очень ограниченный. И лишь в 1889—1890 годах появление полного факсимильного издания, осуществлённого Джузеппе Коцца-Луци, сделало рукопись доступной для изучения. Ещё одно факсимильное издание Нового Завета вышло в свет в Милане в 1904 году.
В 1999 году Istituto Poligrafico e Zecca della Stato в Риме, издал полноцветное точное факсимиле рукописи, которое воспроизводило форму страниц оригинальной рукописи, размер и форму букв, а также цвет пергамента. Издание содержит дополнительное Введение (Prolegomena) с золотыми и серебряными включениями на 74 страницах.